# Santos & Pecadores
Santos & Pecadores é um grupo português que adoptou um estilo musical com base no rock mas fazendo fusão com o soul e funky.
Os elementos da banda são Olavo Bilac (voz), Pedro Cunha (bateria), Pascoal Simões (teclas), Artur Santos (baixo) e Rui Martins (metais). Pedro Almeida (guitarra) entrou para a banda em 1992.

## História
O início da banda remonta a 1987, em uma garagem em Talaíde, no concelho de Cascais. Propagados ao mundo após a participação de Olavo Bilac no mega-coletivo Resistência, os Santos & Pecadores assumiram-se desde a sua gênese como um grupo com uma forte veia pop.
O primeiro álbum da banda foi Onde Estás?, editado em 1995. O disco contou com a participação do músico Rui Fadigas e da apresentadora Catarina Furtado. Este álbum foi um grande sucesso, especialmente graças à balada "Não voltarei a ser fiel"
Em seguida, o disco Love? foi produzido por Carlos Maria Trindade. Em 1997, a banda lançou o álbum Tu, gravado ao vivo no Paradise Garage, com a participação de Marta Dias, Kika Santos e Paulo Gonzo.
O álbum Voar foi editado em 1999. Em 2001, lançaram Horas de Prazer.
A compilação Os Primeiros 10 Anos foi editada em 2003, incluindo três temas inéditos: "Ondas", "Um Por Todos" e "Perdas".
Após uma pausa, o grupo regressou em 2006 com o álbum Acção-Reacção. Em 2008, disponibilizaram para download na página oficial o disco Livre Trânsito, que trouxe novas versões de seus maiores sucessos, incluindo dez temas gravados ao vivo e em formato acústico.
Em 2009, à meia-noite de 16 de fevereiro, uma segunda-feira, foi lançado o álbum Caixa dos Segredos, uma compilação com dois inéditos ("Caixa dos Segredos" e "Perdido Estou"). Além do CD, foi lançada uma edição simultânea com um DVD, que incluía um documentário, uma galeria de fotos, um concerto acústico e vários vídeos.
Em 2010, a banda regressou com um novo álbum de originais: Energia. Em 2011, foi publicado através do jornal Correio da Manhã um livro com a história do grupo, da autoria do jornalista Pedro Rios, acompanhado de um CD com alguns dos temas mais representativos da carreira dos Santos & Pecadores.

## Discografia

### Estúdio
- Onde Estás? (1995) (BMG Portugal)[8]
- Love? (1996) (União Lisboa)[9]
- Voar (1999) (BMG)[10]
- Horas de Prazer (2001) (BMG)[11]
- Acção-Reacção (2006) (Farol)[12]
- Energia (2010) (Vidisco)[13]

### Ao vivo
- Tu (1997) (Ao Vivo no Paradise Garage)
- Livre Trânsito (Acústico) (2008) (disponibilizado para descarregar na página oficial)
- Ao vivo no CCB (Acústico) (2012)

### Compilações
- Os Primeiros 10 Anos (2003) (BMG)[14]
- Caixa dos Segredos (2009) (BMG)[15]